# Zac Alexander
Pour les articles homonymes, voir Alexander.
Zac Alexander, né le 11 février 1989 à Brisbane, est un joueur professionnel de squash représentant l'Australie. Il atteint en septembre 2012 la 36e place mondiale sur le circuit international, son meilleur classement. Il est champion d'Australie en 2009 et 2017.

## Biographie
En 2014, il est sélectionné pour participer aux jeux du Commonwealth mais à la suite d'une décision du tribunal arbitral du sport, il est remplacé par Matthew Karwalski.

## Palmarès

### Titres
- Championnats d'Australie : 2 titres (2009, 2017)